# Suseong-gu
Suseong-gu là một quận ở phía đông nam Daegu, Hàn Quốc. Đây là một trong những khu vực thịnh vượng và mật độ dân cư cao nhất của Daegu, và là địa điểm của quận hagwon rộng lớn nhất của thành phố. Dân số của quận này bao gồm những người có nghề nghiệp như bác sĩ, giáo sư, thẩm phán và các nghề nghiệp có giá trị cao khác ở Hàn Quốc. Bởi vì điều này, nó được biết đến với nhà ở và trường học đắt tiền so với các quận khác ở Daegu.
Suseong-gu có chung đường ranh giới phía đông với thành phố Gyeongsan và nhìn qua dòng suối Sincheon tại Nam-gu và Jung-gu về phía trung tâm thành phố. Ở phía bắc, nó gặp Dong-gu và về phía nam, nó phải đối mặt với Dalseong-gun băng qua đường vòng của Yongjibong.
Các điểm tham quan trong quận bao gồm Yongjibong và Hồ Suseong, cũng như công viên ven sông Sincheon. Quận có các kết nối chặt chẽ với cả trung tâm thành phố Daegu và vùng lân cận Gyeongsan.

## Liên kết
- Trang chính thức, bằng Tiếng Anh